# Madoryx
Madoryx is een geslacht van vlinders uit de onderfamilie Macroglossinae van de familie pijlstaarten (Sphingidae).

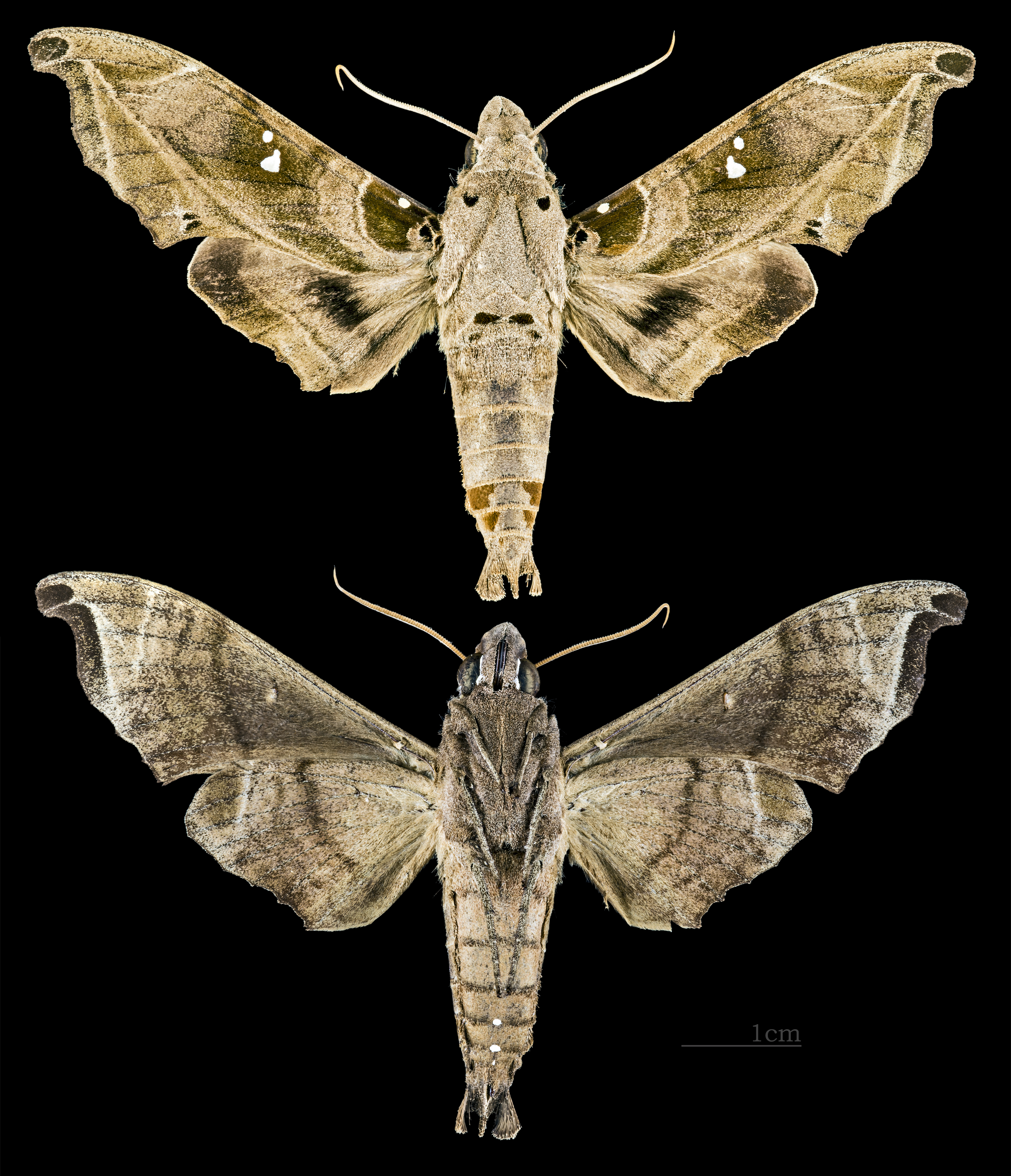
Madoryx bubastus
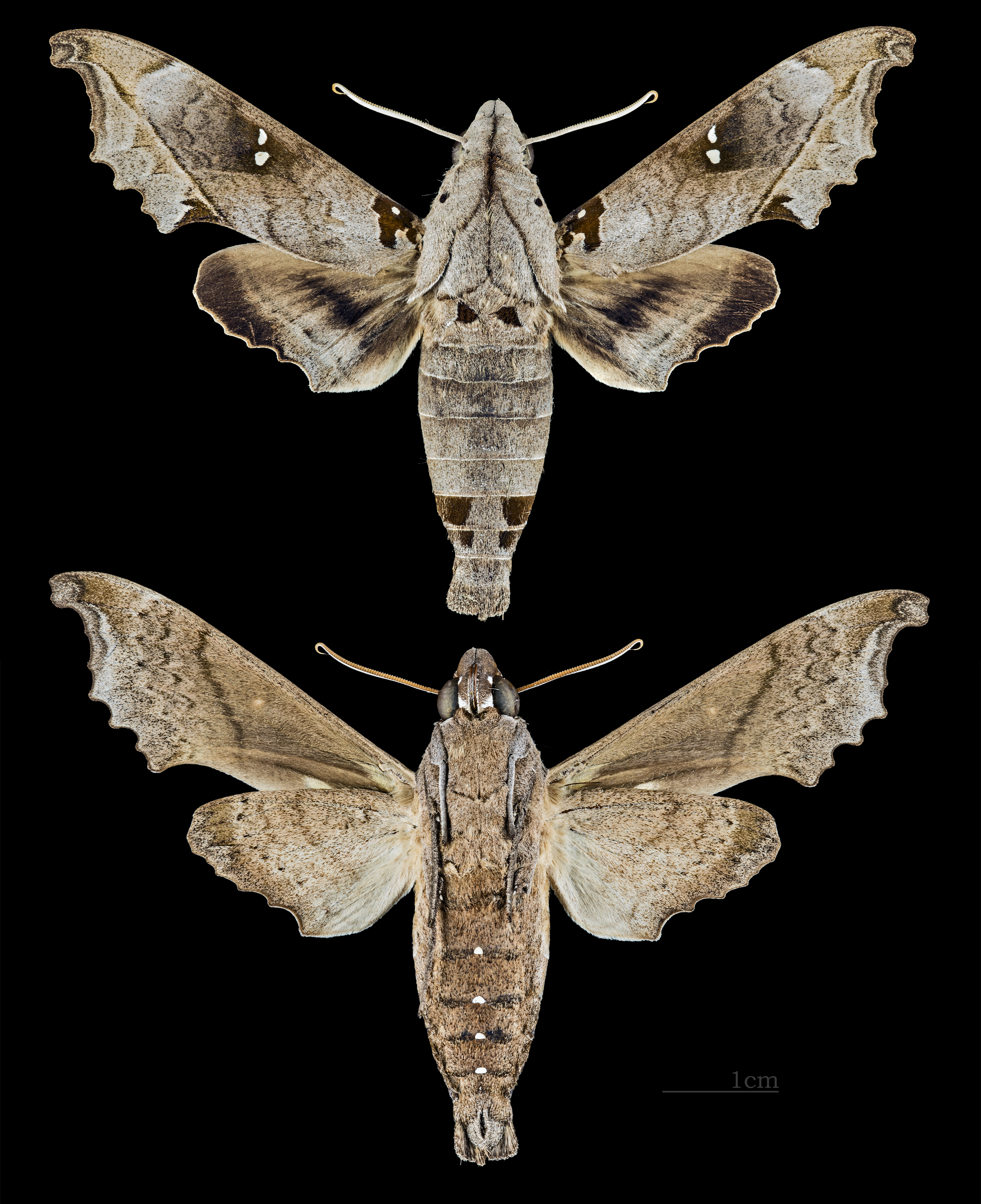
Madoryx oiclus
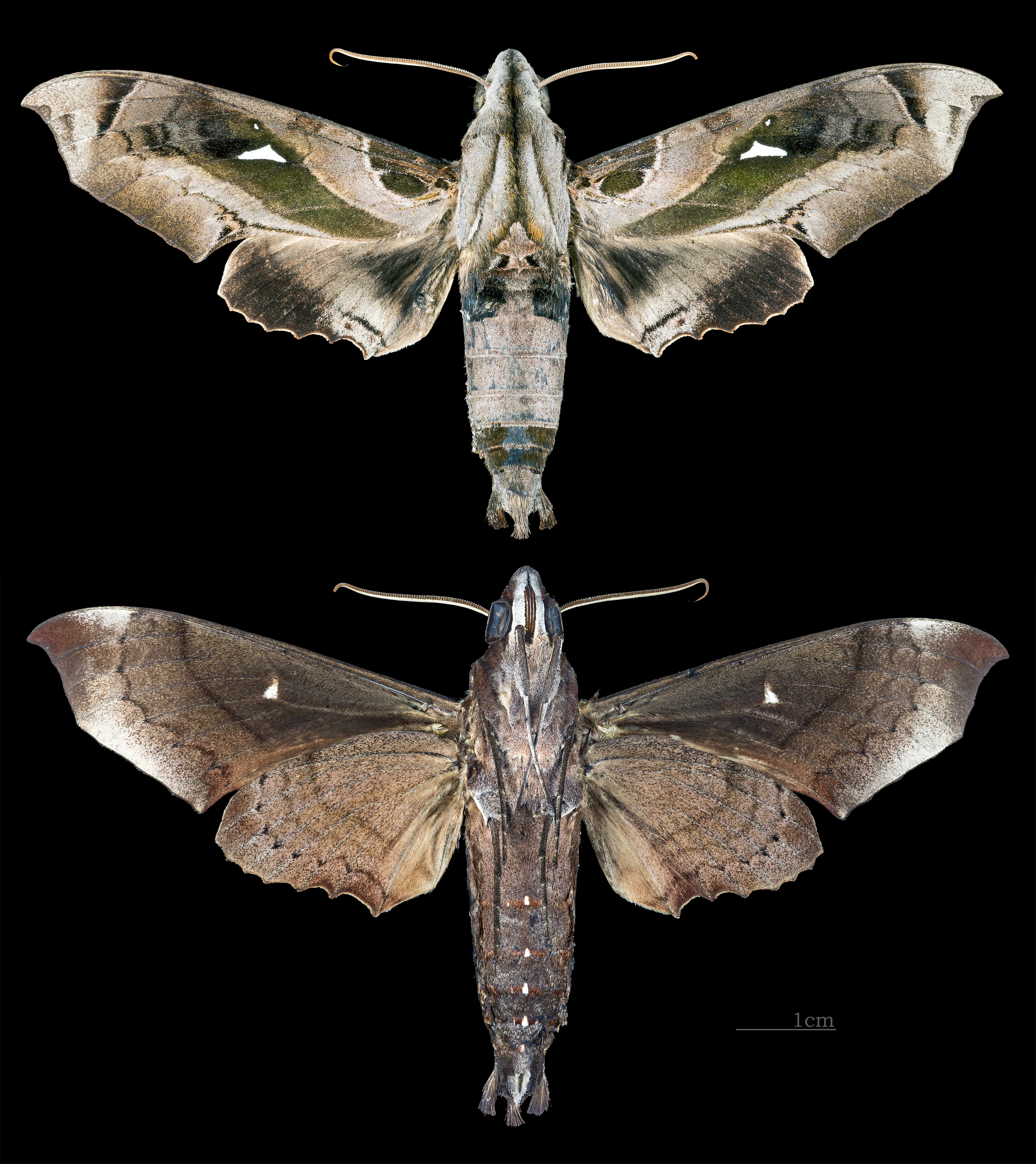
Madoryx plutonius
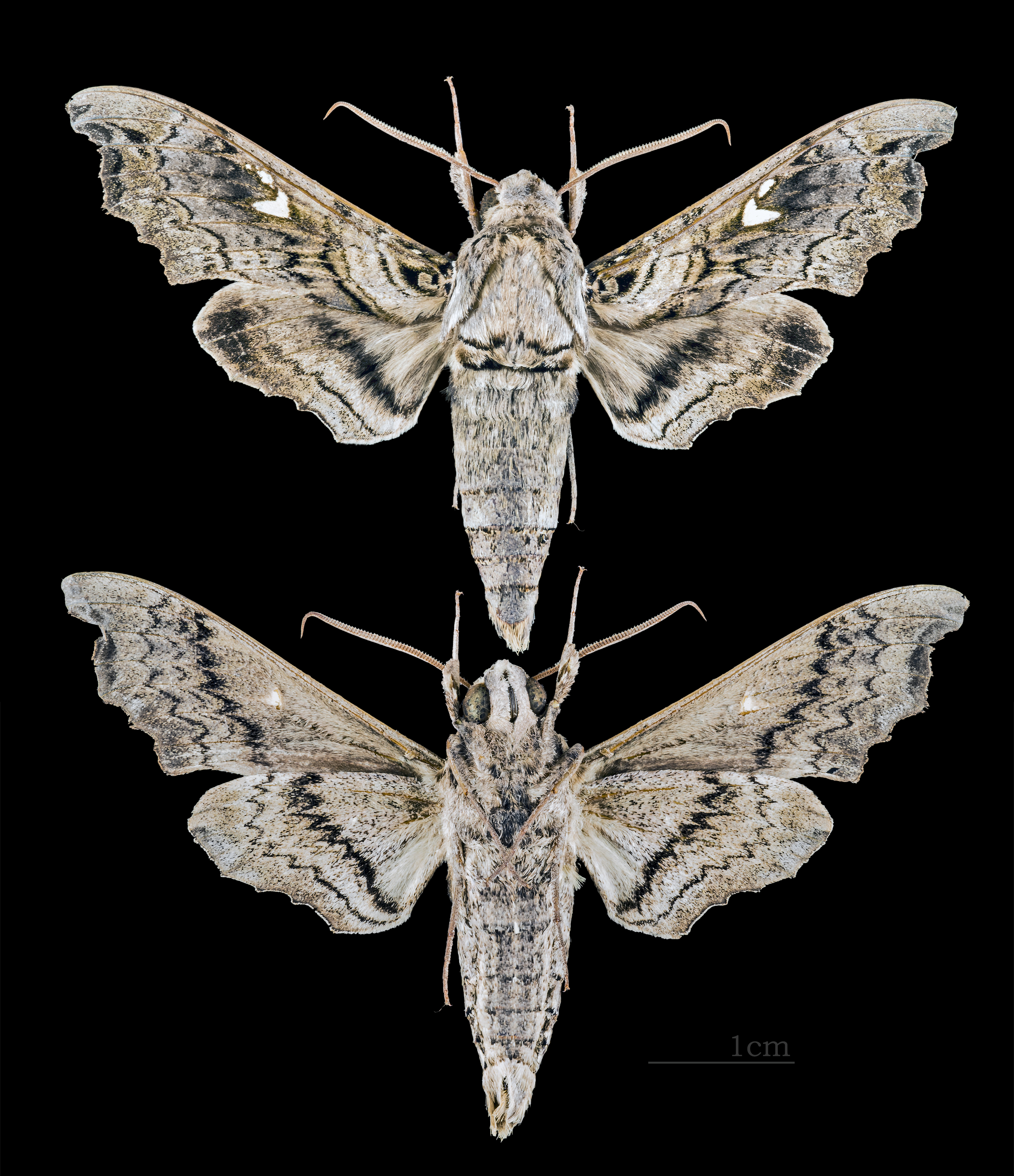
Madoryx pseudothyreus

## Soorten
- Madoryx bubastus (Cramer, 1777)
- Madoryx oiclus (Cramer, 1779)
- Madoryx plutonius (Hubner, 1819)
- Madoryx pseudothyreus (Grote, 1865)